# Мілфорд (Огайо)
Мілфорд (англ. Milford) — місто (англ. city) в США, в округах Клермонт і Гамільтон штату Огайо. Населення — 6582 особи (2020).

## Географія
Мілфорд розташований за координатами 39°10′15″ пн. ш. 84°16′55″ зх. д. / 39.17083° пн. ш. 84.28194° зх. д. (39.170811, -84.281874).  За даними Бюро перепису населення США в 2010 році місто мало площу 9,98 км², з яких 9,65 км² — суходіл та 0,32 км² — водойми.

## Демографія
Згідно з переписом 2010 року, у місті мешкало 6709 осіб у 3019 домогосподарствах у складі 1572 родин. Густота населення становила 673 особи/км².  Було 3291 помешкання (330/км²).
Расовий склад населення:
| - 94,6 % — білих - 2,3 % — чорних або афроамериканців - 0,8 % — азіатів - 0,1 % — корінних американців |

До двох чи більше рас належало 1,6 %. Частка іспаномовних становила 1,1 % від усіх жителів.
За віковим діапазоном населення розподілялося таким чином: 21,4 % — особи молодші 18 років, 56,7 % — особи у віці 18—64 років, 21,9 % — особи у віці 65 років та старші. Медіана віку мешканця становила 43,2 року. На 100 осіб жіночої статі у місті припадало 82,6 чоловіків;  на 100 жінок у віці від 18 років та старших — 77,6 чоловіків також старших 18 років.
Середній дохід на одне домашнє господарство  становив 52 604 долари США (медіана — 35 516), а середній дохід на одну сім'ю — 64 157 доларів (медіана — 47 125). Медіана доходів становила 37 379 доларів для чоловіків та 39 527 доларів для жінок. За межею бідності перебувало 24,2 % осіб, у тому числі 42,4 % дітей у віці до 18 років та 13,4 % осіб у віці 65 років та старших.
Цивільне працевлаштоване населення становило 3119 осіб. Основні галузі зайнятості: освіта, охорона здоров'я та соціальна допомога — 19,9 %, науковці, спеціалісти, менеджери — 15,7 %, мистецтво, розваги та відпочинок — 15,3 %.